# Jean-Baptiste Jourdan
Jean-Baptiste Jourdan (Limoges, 1762. április 29. – Párizs, 1833. november 23.) gróf, 1804-től Franciaország marsallja.

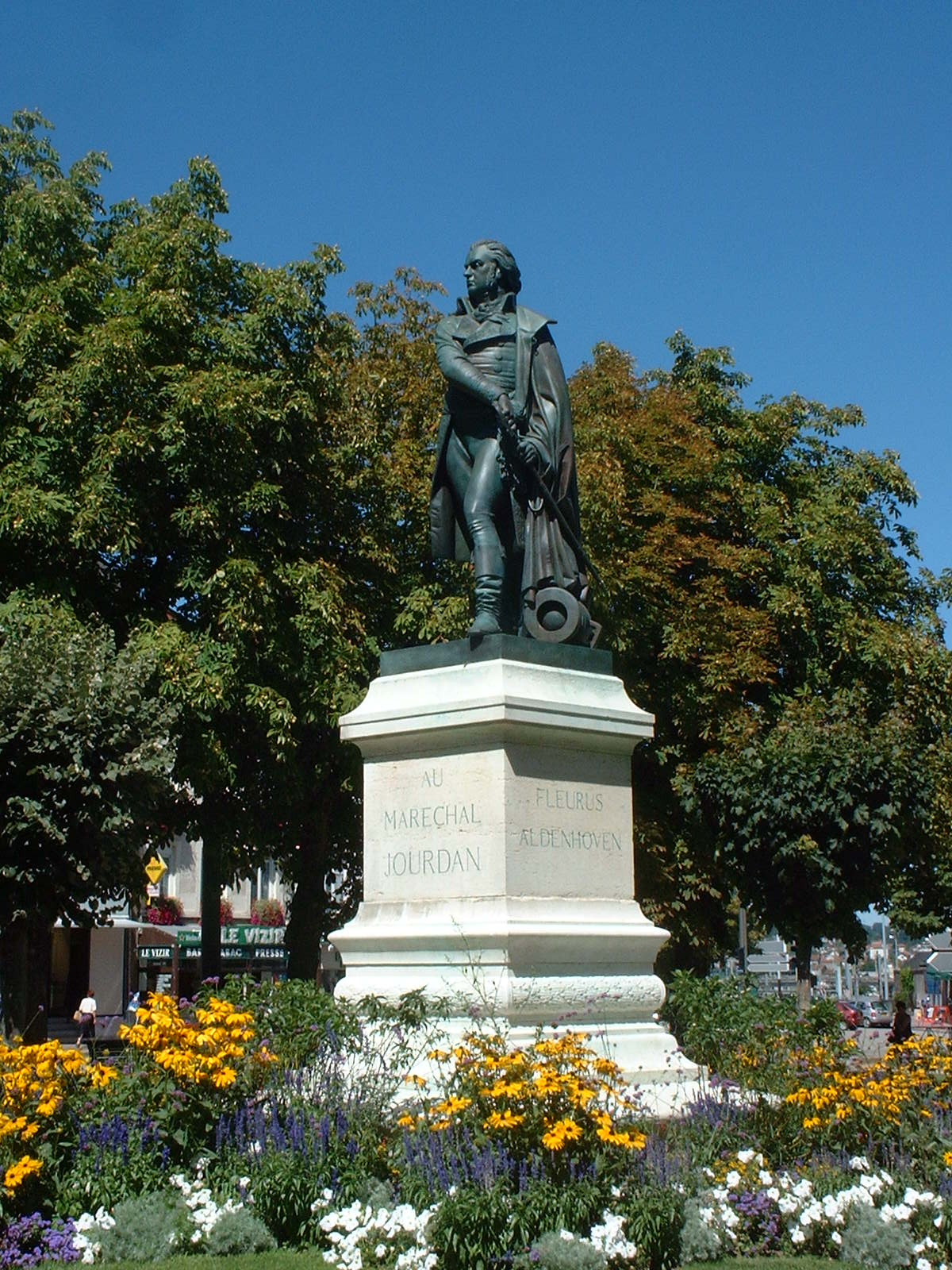
Szobra Limoges-ban

## Élete és pályafutása
Már 16 éves korában katona lett, részt vett az amerikai függetlenségi háborúban és azután az összes forradalmi hadjáratban. 1792-93-ban Charles-François Dumouriez alatt Németalföldön harcolt s annyira kitűnt, hogy 1793. július 30-án hadosztályparancsnokká nevezték ki. 1793. szeptember 8-án Hondschoote mellett harcolt, október 18-án pedig Wattignies mellett verte meg az osztrákokat.
Ekkor azonban a Közjóléti Bizottság állásából fölmentette, mert Jourdan ellenezte a tervezett téli hadjáratot. 1794 januárjában elrendelték letartóztatását, de Saint-Just ezt megakadályozta azzal, hogy egyik barátjánál elbújtatta. 1794 január 19-én házi őrizetbe került, majd ez év tavaszán újra kinevezték fővezérnek, és ekkor előbb a Mosel, majd a Maas és a Sambre-hadsereget vezényelte. Kivívta a Fleurus melletti győzelmet (június 26.).
1795. június 7. elfoglalta Luxemburg erődjét, szeptember 6-án átkelt a Rajnán és ostrom alá fogta Kasselt és Mainzot. Október 11-én azonban François de Clerfayt tábornagy Höchst mellett vereséget mért rá, és a visszaszorította a Rajna bal partjára.
1796 tavaszán Jourdan ismét átkelt a Rajnán, és a Lahn felől a Felső-Pfalzig hatolt; ekkor azonban Károly osztrák főherceg legyőzte őt az ambergi (augusztus 24.), majd a  würzburgi csatában (szeptember 3.), és Düsseldorfig szorította vissza. Fővezérségéről e kudarc után lemondott, visszavonulásának igazolására pedig megírta a „Mémoires pour servir á l’histoire de la campagne de 1796” (Párizs, 1819) c. művét.
1797 márciusában beválasztották az Ötszázak Tanácsába. 1799-ben a direktórium őt bízta meg a dunai hadsereg fővezérletével, ennek élén március 1-jén Bázelnél átkelt a Rajnán, Károly főherceg március 21-én az ostrachi csatában és március 25. a stockachi csatában ismét legyőzte őt. A vereség után Jourdant leváltották főparancsnoki tisztségéből. Önigazolásul ekkor megírta és kiadta a „Précis des opérations de l’armée du Danube sous les ordres du général Jourdan” című művet (Páris 1799).
Jóllehet testestül-lelkestül köztársasági érzelmű volt, tétlenül nézte Bonaparte tábornok Brumaire 18–19-én végrehajtott államcsínyét. Be nem avatkozásának jutalmaként az Első Konzul 1800-ban az elfoglalt Piemont közigazgatását bízta Jourdanra, aki kitűnően végezte a rábízott feladatot.
1803-ban bekerült a francia Szenátusba, 1804-ben I. Napóleon császár birodalmi grófi rangra emelte és Franciaország marsalljává nevezte ki, de önálló hadvezérlettel már sohasem bízta meg. 1806-ban Jourdan Nápoly kormányzója lett, 1808-ban pedig József spanyol király (Joseph Bonaparte) táborkari főnökének minőségében Spanyolországba utazott, ahol 1814-ig maradt, néhány évnyi megszakítással (1809–12).
1815-ben, Napóleon császár második, végső lemondása és a Bourbon-restauráció után kinevezték azon haditörvényszék elnökévé, amely a császárhoz visszapártolt Ney marsall fölött kellett volna ítéletet mondania, a grémium azonban erre illetéktelennek nyilvánította magát. 1819-ben XVIII. Lajos király Franciaország pair-jévé emelte.
Az 1830-as júliusi forradalmat Jourdan nagy lelkesedéssel üdvözölte, és néhány napra a külügyminiszterséget is elvállalta. 1830. augusztus 11-én a rokkant katonák otthonának, az Hôtel des Invalides-nak kormányzója lett.